# Jochen Klepper
Jochen Klepper (22. března 1903, Beuthen an der Oder – 11. prosince 1942, Berlín) byl německý evangelický teolog, žurnalista a spisovatel.
Kvůli svému sňatku se Židovkou Johannou Steinovou (roz. Gerstelovou) byl nacisty perzekvován.
Patří k nejvýznamnějším skladatelům německých duchovních písní 20. století. Jeho píseň Die Nacht ist vorgedrungen (Noc ke konci se kloní) je zařazena v českém překladu do Evangelického zpěvníku pod č. 277.

## Dílo
- Unter dem Schatten deiner Flügel: aus den Tagebüchern der Jahre 1932-1942.